# Basketball in Argentinien
Basketball ist in Argentinien eine beliebte Mannschaftssportart.

## Nationale Basketballwettbewerbe

### Basketballverband
Der argentinische Basketballverband heißt Confederación Argentina de Basquet. Er war 1932 Gründungsmitglied der FIBA. Der Verband organisiert die Argentinische Basketballliga und das argentinische Basketballnationalteam.

### Liga Nacional de Básquetbol(LNB)
Die argentinische Basketball-Meisterschaft wird in der Liga Nacional de Básquetbol (LNB) ausgespielt. Rekordmeister ist der AD Atenas aus Córdoba.

### Basketballpokal
Der Basketballpokal Copa Argentina wurde seit 2002 immer von Boca Juniors Basquetbol gewonnen.

## Erfolge bei internationalen Basketballwettbewerben

### Weltmeisterschaften
Die argentinische Nationalmannschaft hat die erste Basketball-Weltmeisterschaft 1950 in Buenos Aires gewonnen. Danach konnte sich die argentinische Mannschaft sporadisch qualifizieren, der sechste Platz 1967 war die beste Platzierung in den nächsten fünfzig Jahren. Seit 1986 war Argentinien bei jeder Weltmeisterschaft dabei. Bei der Weltmeisterschaft 2002 erreichte Argentinien das Finale gegen Jugoslawien, verlor aber nach Verlängerung. Vier Jahre später bei der Weltmeisterschaft 2006 unterlagen die Argentinier im Spiel um den dritten Platz der Mannschaft aus den USA.
Zweimal war Argentinien Ausrichter der Basketball-Weltmeisterschaft: 1950 bei der ersten Weltmeisterschaft überhaupt und 1990.

### Olympische Spiele
Nach einem vierten Platz bei den Olympischen Spielen 1952 konnte sich die Mannschaft erst 1996 wieder qualifizieren, erreichte jedoch lediglich den neunten Platz. Nachdem sich das Team 2000 nicht qualifiziert hatte, konnte die argentinische Nationalmannschaft das Basketballturnier bei den Olympischen Sommerspielen 2004 gewinnen. 2008 erhielt das Team die Bronzemedaille.

### Amerikameisterschaft
Bei der seit 1980 ausgetragenen Basketball-Amerikameisterschaft erreichte die argentinische Mannschaft 1980 den dritten Platz. In den 1990er Jahren gewann die Mannschaft einmal Silber (1995) und zweimal Bronze (1993, 1999). 2001 gewann die argentinische Mannschaft den Kontinentaltitel. Bei den folgenden drei Turnieren erreichte die Mannschaft jeweils das Finale, unterlag aber dort den Teams aus den Vereinigten Staaten 2003 und 2007 und aus Brasilien 2005. Argentinien war 1995 und 2001 Gastgeber bei der Amerikameisterschaft der Männer.
Die Damennationalmannschaft gewann bei Amerikameisterschaften bislang zwei Medaillen, 1995 unterlag die Mannschaft im Finale den Kanadierinnen, 2001 erhielt das Team die Bronzemedaille.